# Ferrovia Berna-Schwarzenburg
La ferrovia Berna-Schwarzenburg è una linea ferroviaria a scartamento normale della Svizzera.

## Storia
Nel 1897 fu presentato il progetto di una ferrovia a scartamento ridotto tra Berna e Schwarzenburg, per la quale l'anno successivo fu richiesta la concessione, che venne rilasciata nel 1902 per una linea a scartamento normale.
Il 6 ottobre 1903 si costituì la società Bern-Schwarzenburg-Bahn (BSB) per la gestione della ferrovia. I lavori iniziarono il 1º settembre 1904; la tratta tra Fischermätteli e Schwarzenburg aprì il 1º giugno 1907, mentre il collegamento tra Berna e Fischermätteli entrò in servizio quattro mesi dopo. L'esercizio era curato dalla Thunersee-Bahn (TSB), concessionaria dell'omonima ferrovia, confluita nella Berner Alpenbahn-Gesellschaft Bern-Lötschberg-Simplon (BLS) nel 1913. La linea venne elettrificata il 6 dicembre 1920.
Con delibera dell'assemblea generale del 7 agosto 1945 la BSB confluì con effetto dal 1º gennaio 1944 nella Gürbethalbahn (GTB), esercente l'omonima linea ferroviaria, la quale cambiò ragione sociale in Gürbetal-Bern-Schwarzenburg-Bahn (GBS). La fusione si era resa necessaria a seguito delle difficoltà finanziarie di entrambe le società: la Confederazione intervenne con un aiuto finanziario a condizione di una fusione tra di esse (come previsto dalla legge federale del 1939 sull'aiuto alle ferrovie).
Nel 1997 la BLS assorbì la GBS, la Bern-Neuenburg-Bahn (direkte Linie) (BN) e la Simmentalbahn (SEZ) nella BLS Lötschbergbahn, fusasi a sua volta nel 2006 con la Regionalverkehr Mittelland (RM) nella BLS AG.

## Caratteristiche
La linea, a scartamento normale, è lunga 20,75 km. La linea è elettrificata a corrente alternata con la tensione di 15.000 V alla frequenza di 16,7 Hz; la pendenza massima è del 35 per mille. È a doppio binario tra Berna e Fischermätteli.

### Percorso
| Continuation backward |

| Station on track |

| Enter and exit short tunnel |

| Track change |

|  | Unknown route-map component "ABZgl" | Unknown route-map component "STR+r" |

|  | Non-passenger station/depot on track | Straight track |

| Unknown route-map component "CONTgq" | Unknown route-map component "ABZgr" | Straight track |

| Unknown route-map component "CONTgq" | Unknown route-map component "KRZu" | One way rightward |

| Stop on track |

| Non-passenger station/depot on track |

|  | Unknown route-map component "ABZgl" | Unknown route-map component "CONTfq" |

| Stop on track |

| Station on track |

| Stop on track |

| Station on track |

| Station on track |

| Unknown route-map component "STRo" |

| Station on track |

| Unknown route-map component "hKRZWae" |

| Stop on track |

| Stop on track |

| End station |

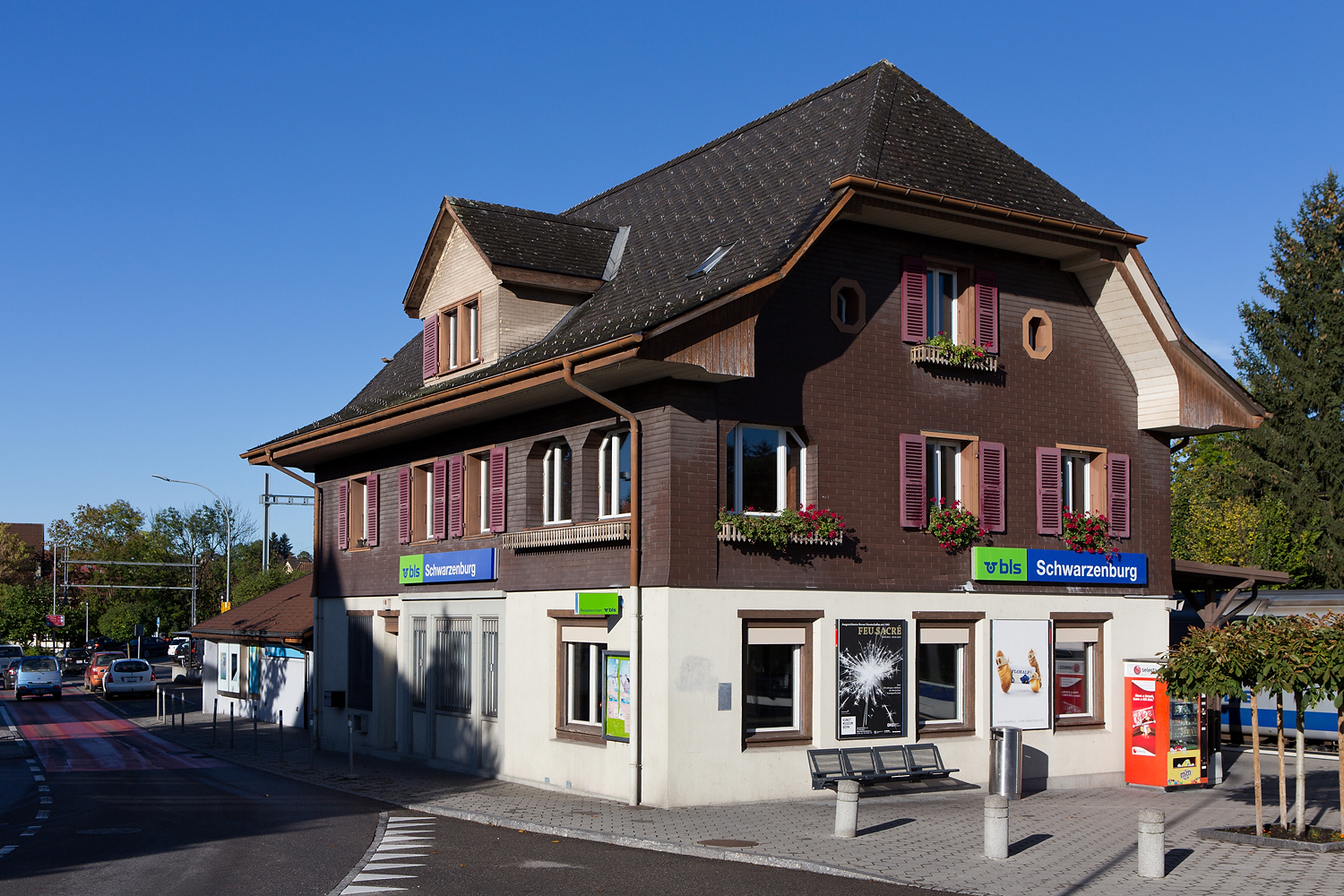
La stazione di Schwarzenburg

La linea parte dalla stazione di Berna: fino ad Holligen è in comune con la ferrovia per Neuchâtel, mentre a Fischermätteli si distacca la linea per Thun.
La ferrovia tocca Köniz, terminando la corsa a Schwarzenburg dopo aver attraversato il fiume Schwarzwasser.